# Stokesby with Herringby
Stokesby with Herringby – civil parish w Anglii, w hrabstwie Norfolk, w dystrykcie Great Yarmouth. Leży 20 km na wschód od Norwich i 173 km na północny wschód od Londynu. Miejscowość liczy 293 mieszkańców.